# Rachel Hindley
Rachel Louise Hindley (* 30. Dezember 1981) ist eine neuseeländische Badmintonspielerin. 

## Karriere
Rachel Hindley gewann 2005 die New Zealand Open gefolgt von einem Sieg bei der Ozeanienmeisterschaft 2006, wo sie neben Einzelgold auch Silber im Doppel gewann. Zwei Jahre später gewann sie dort erneut Gold im Doppel und Silber im Einzel.

## Sportliche Erfolge
| Saison | Veranstaltung           | Disziplin   | Platz | Name                                    |
| ------ | ----------------------- | ----------- | ----- | --------------------------------------- |
| 2001   | Auckland International  | Damendoppel | 3     | Rachel Hindley / Sara Runesten-Petersen |
| 2002   | Auckland International  | Dameneinzel | 3     | Rachel Hindley                          |
| 2002   | Auckland International  | Damendoppel | 3     | Renee Flavell / Rachel Hindley          |
| 2005   | New Zealand Open        | Damendoppel | 1     | Rachel Hindley / Rebecca Bellingham     |
| 2006   | Victorian International | Dameneinzel | 2     | Rachael Hindley                         |
| 2006   | Ozeanienmeisterschaft   | Damendoppel | 2     | Rebecca Bellingham / Rachel Hindley     |
| 2006   | Ozeanienmeisterschaft   | Dameneinzel | 1     | Rachael Hindley                         |
| 2007   | Victorian International | Dameneinzel | 3     | Rachael Hindley                         |
| 2008   | New Zealand Open        | Dameneinzel | 2     | Rachael Hindley                         |
| 2008   | Ozeanienmeisterschaft   | Dameneinzel | 2     | Rachael Hindley                         |
| 2008   | Ozeanienmeisterschaft   | Damendoppel | 1     | Michelle Chan / Rachel Hindley          |
| 2008   | New Zealand Open        | Damendoppel | 3     | Renee Flavell / Rachel Hindley          |
| 2009   | Auckland International  | Damendoppel | 3     | Michelle Chan / Rachel Hindley          |